# Sphecozone melanocephala
Sphecozone melanocephala là một loài nhện trong họ Linyphiidae. Loài này được phát hiện ở Brasil.